# Wadim Krasnosielski
Wadim Nikołajewicz Krasnosielski (ros. Вадим Николаевич Красносельский, ur. 14 kwietnia 1970 w Dauriji) – naddniestrzański polityk, przewodniczący Rady Najwyższej Naddniestrza (2015–2016), a następnie trzeci prezydent Naddniestrza (od grudnia 2016).

## Życiorys
Jest synem wojskowego. Gdy miał 8 lat, razem z rodziną przeniósł się do Bender, dokąd skierowano jego ojca. Ukończył wyższą szkołę oficerską wojsk inżynieryjnych w Charkowie w 1993, po czym powrócił do Bender i podjął pracę w milicji, gdzie stopniowo awansował, dochodząc w 2003 do stanowiska naczelnika milicji w mieście. Posiada stopień generała majora milicji. W 2002 (według innego źródła – w 2000) ukończył studia prawnicze na Naddniestrzańskim Uniwersytecie Państwowym im. Szewczenki. W 2006 został pierwszym zastępcą ministra spraw wewnętrznych, zaś rok później – ministrem spraw wewnętrznych Naddniestrza. Na urzędzie pozostawał do 2012. Zaczął pracę dla holdingu Sheriff, gdzie został szefem ochrony jednej ze spółek. Jest objęty zakazem wjazdu na terytorium Unii Europejskiej.
W listopadzie 2015 w wyborach parlamentarnych w Naddniestrzu zdobył mandat deputowanego z ramienia sponsorowanej przez Sheriffa Partii Odnowa, w IX okręgu wyborczym. 23 listopada został wybrany na przewodniczącego naddniestrzańskiej Rady Najwyższej.

### Prezydent Naddniestrza
11 grudnia 2016 zwyciężył w pierwszej turze wyborów prezydenckich w Naddniestrzu, uzyskując 62,3% głosów i pokonując dotychczasowego prezydenta Jewgienija Szewczuka, na którego zagłosowało 27,38% osób. Startował w wyborach jako kandydat niezależny, jednak według analityków reprezentował w rzeczywistości interesy Sheriffa, a o jego sukcesie przesądziła ogromna niechęć społeczeństwa wobec Szewczuka po pięciu latach jego rządów. 16 grudnia 2016 został zaprzysiężony na urząd. Dzień później zarekomendował na stanowisko premiera Naddniestrza Aleksandra Martynowa.
Wadim Krasnosielski jest żonaty, ma troje dzieci. Jego żona Swietłana jest z wykształcenia nauczycielką języka i literatury rosyjskiej.